# JTO無差別級王座
JTO無差別級王座（ジェー・オー・ティーむさべつきゅうおうざ）は、JTOが管理、認定している王座。

## 歴史
2023年11月10日、JTO後楽園ホール大会で行われた初代王座決定リーグに優勝した綾部蓮が初代王者になった。

## 歴代王者
| 歴代  | 選手       | 戴冠回数 | 防衛回数 | 獲得日付       | 獲得場所 （対戦相手・その他）       |
| ----- | ---------- | -------- | -------- | -------------- | ----------------------------------- |
| 初代  | 綾部蓮     | 1        | 2        | 2023年11月10日 | 後楽園ホール 武蔵龍也               |
| 第2代 | グラディオ | 1        | 1        | 2024年3月1日   | 後楽園ホール 返上                   |
| 第3代 | 夕張源太   | 1        | 5        | 2024年8月31日  | 宮城野区文化センター ファイヤー勝巳 |